# Stenobothrus fischeri
Stenobothrus fischeri is een rechtvleugelig insect uit de familie veldsprinkhanen (Acrididae). De wetenschappelijke naam van deze soort is voor het eerst geldig gepubliceerd in 1848 door Eversmann.